# رباط (بادغیس)
رباط (به لاتین: Robat) یک منطقهٔ مسکونی در افغانستان است که در ولایت بادغیس واقع شده‌است.